# Gesundheitsschädliche Stoffe

Warnzeichen nach ISO 7010
GHS-Piktogramm
Ehemaliges Gefahrensymbol Xn – Gesundheitsschädlich

Mit der Gefahrenbezeichnung gesundheitsschädliche Stoffe werden im Arbeitsschutz und in der Arbeitssicherheit Stoffe gekennzeichnet, die beim Verschlucken, Einatmen oder durch Aufnahme über die Haut beim Menschen akute oder chronische Gesundheitsschäden hervorrufen können. Das „n“ in der Abkürzung Xn stammt von englisch noxious („schädlich“).

## Rechtsgrundlagen
Die vorstehende Definition stammt aus dem Gefahrstoffrecht der EU, entstanden in der Richtlinie 67/548/EWG und aktuell gültig gemäß CLP. Alle Angaben in diesem Artikel beziehen sich nur hierauf. Wird der Begriff „gesundheitsschädlich“ in der GHS und gegebenenfalls auch im Gefahrgutrecht verwendet, so gilt dort nicht unbedingt die gleiche Definition und die dafür verwendeten Symbole haben auch nicht die exakt gleiche Bedeutung. Wenn also das orange-schwarze Gefahrensymbol in der Kennzeichnung eines Stoffes vorkommt, so muss das analoge rot-weiß-schwarze Piktogramm bei der Kennzeichnung nach GHS nicht unbedingt auch vorkommen.
Früher wurde für Xn die Gefahrenbezeichnung mindergiftig verwendet, diese wurde aber 1995 verboten, weil der Begriff die Gefahr verharmloste.

## Arten
Beispiele für gesundheitsschädliche Stoffe sind unter anderem Blei, Benzol, Acetaldehyd (Ethanal) oder Dichlormethan. Weitere sind in der Kategorie:Gesundheitsschädlicher Stoff aufgelistet. Steigerungen sind die Gefahrenbezeichnungen giftig und sehr giftig mit dem Totenkopfsymbol.
Dieses Gefahrensymbol ist ebenfalls vorgeschrieben, wenn
- ein Verdacht auf krebserzeugende Wirkung besteht
  - (siehe Kategorie:Stoff mit Verdacht auf krebserzeugende Wirkung);
- möglicherweise die Fortpflanzungsfähigkeit beeinträchtigt wird,
- möglicherweise das Kind im Mutterleib geschädigt wird,
  - (siehe Kategorie:Stoff mit Verdacht auf reproduktionstoxische Wirkung);

auch wenn diese Stoffe die sonst für die Einstufung als gesundheitsschädlich geltenden Merkmale nicht erfüllen.

## Rechtsvorschriften
- Deutschland: Gefahrstoffverordnung
- EU: Richtlinie 67/548/EWG
- GHS (Global Harmonisiertes System) – Die neue Einstufung und Kennzeichnung von Chemikalien in der EU. Bundesanstalt für Arbeitsschutz und Arbeitsmedizin, archiviert vom Original am 12. Juli 2010; abgerufen am 4. Juni 2010 (mit Link zum Volltext als PDF 654 kB; ersetzt das bestehende EU-Regelwerk 67/548/EWG ab 2010).